# Pálení chrastí (obraz)
Pálení chrastí či také Pod jhem je obraz finského umělce Eera Järnefelta z roku 1893, který je součástí sbírky Atenea v Helsinkách.

## Historie
Obraz namaloval Järnefelt během letního pobytu v oblasti Lapinlahti (Severní Savo) na farmě Rannan Puurula. Žďáření se v této oblasti stále provádělo a Järnefelt si skicoval místní krajinu a fotografoval pracující lid, mezi nimiž i čtrnáctiletou služku Johannu Kokkonen z Väisälänmäki, držící větev břízy, kterou na plátně vyobrazil. Finský název Raatajat rahanalaiset (česky otroci peněz či mzdy) odkazuje na 610. verš v 20. runě eposu Kalevaly začínající Tuop' on piika pikkarainen, raataja rahan-alainen, v českém překladu od Josefa Holečka znějící Na to dívka služebnice, námezdnice, robotnice, který pojednává o mladé služebné. Až po výstavě ve Stockholmu roku 1897 se ujal název Kaski, česky ždáření či pálení chrastí, název, který neměl u veřejnosti tak radikální společenské konotace. Název měl změnit sám autor.

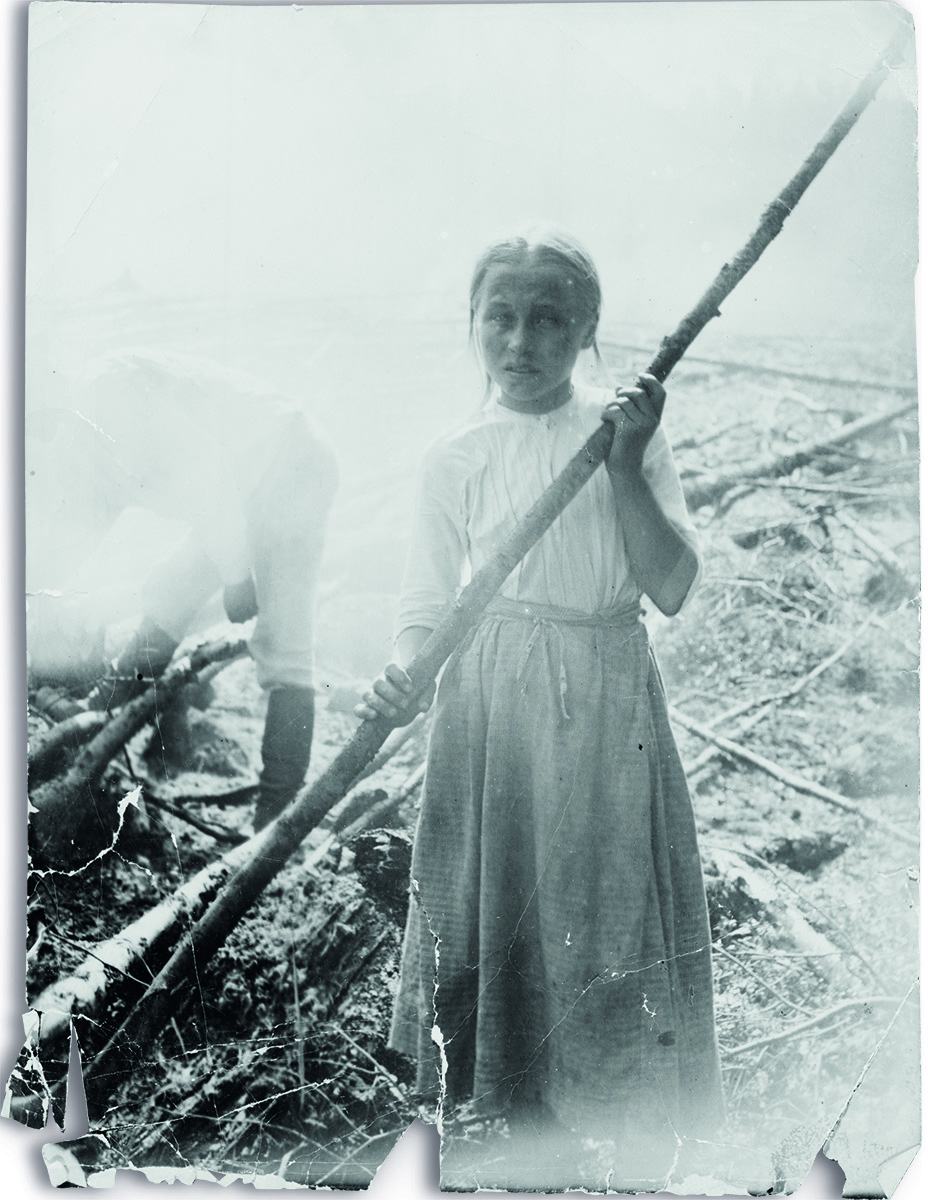
Fotografie 14leté Johanny Kokkonen
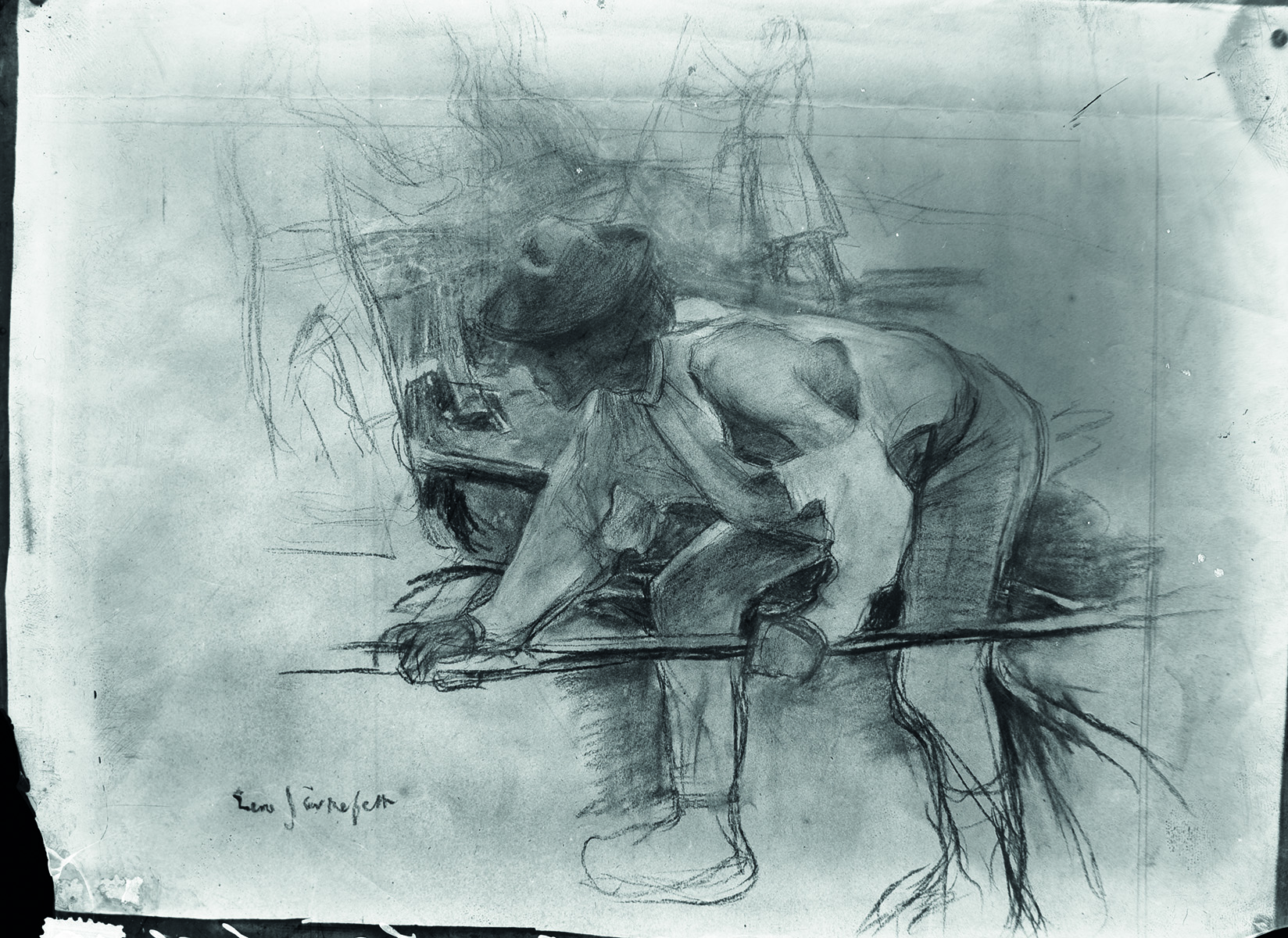
Skica muže

## Motiv obrazu
V 90. letech 19. století se Järnefelt zviditelnil krajinomalbou a zobrazováním lidí. Jeho snahou bylo zobrazit život takový, jaký je, skutečný a bez zkrášlení. Tento přístup je typický pro realismus a Järnefelt vyobrazoval chudý pracující lid, v tomto případě kopaničáře. Žďáření bylo v Savonii běžné a jako osivo se používalo žito či ječmen, avšak kopaničáři nezískávali žádnou mzdu, ale žili pouze z úrody, která když byla malá, tak vedla k chudobě a žebráctví. Malíř obraz namaloval zrovna v době, kdy byly klady a zápory této zastaralé zemědělské metody veřejně debatovány. Motiv obrazu se navíc stal aktuálním během slabé úrody v letech 1892 až 1893. I přes svoji snahu o objektivní zobrazení si malíř adaptoval skutečnost a zesiloval její účinek. Malíř odlišil cudnou dívku od ostatních tím, že pózuje stejně jako na fotografii a dívá se na diváka. Navíc ji začernil oči sazemi, zvětšil břicho jako známku hladovění, její hlavu obklopil kouřem jakoby měla svatozář – čímž glorifikuje její práci a její pohled vyobrazil tak, jakoby se měl citelně dotknout diváka ve jménu těchto těžce pracujících lidí. Její pohled obsahuje výčitku a udržuje diváka v zasmušilé, pasivní nejistotě. Má jít o nový příklad nespočtu vyobrazení dětí, jež mají apelovat na sympatie společnosti, přičemž tento záměr autora je zřejmý pokud si místo dítěte představíme dospělého člověka zírajícího na diváka. Obraz je označován jako politická malba a protest proti nespravedlnosti, dle Valkonena však Järnefelt nezobrazil „společenskou bitevní hymnu proletariátu“, ale idealizovaný obraz tvrdě pracujícího lidu. Podle něj i přes to, že byl malíř znalý Tolstoje (Eerův bratr Arvid byl spisovatel) a tento obraz byl interpretován jako příklad tolstoismu – vyjádření sympatie vůči běžnému lidu, ideologický obsah, který mu dal autor, je jiný. Järnefelt, jenž měl aristokratický původ, se nesnažil obyčejný a tvrdě pracující lid pochopit, ale pro něj měla mít tvrdá práce stejný status jako příroda, zvířata nebo krajina. Valkonen uvažuje také tom, že Järnefelt vyobrazil dívčin pohled právě takto, protože si možná uvědomil svůj odstup vůči těmto lidem.